# Liste von Ordenskirchen
Liste von Ordenskirchen
♦ … Titelkirchen, Kathedralkirchen (Bischofskirchen), Basiliken, Sanktuarien u. ä. sowie zentrale Wallfahrtskirchen

## Franziskanerkirche
„Barfüßerkirche“
- Barfüßerkirche (Augsburg)
- Barfüsserkirche (Basel)
- Barfüßerkirche (Erfurt)
- Barfüßerkirche (Frankfurt am Main), Vorgängerbau der Frankfurter Paulskirche bis 1786
- Barfüsserkirche (Luzern), ehemaliger Name der Franziskanerkirche in Luzern
- die Kirche des Franziskanerklosters in Magdeburg
- Barfüsserkirche (Schaffhausen)
- die Kirche des Franziskanerklosters in Ulm

„Franziskanerkirche“

## Bolivien
- Basílica de San Francisco (La Paz)
- Basilika St. Franziskus (Sucre)

## Brasilien
- Kirche und Konvent São Francisco in Salvador da Bahia

## Chile
- Iglesia de San Francisco (Santiago de Chile)

## Deutschland
- Franziskaner-Klosterkirche (Berchtesgaden)
- Franziskaner-Klosterkirche (Berlin)
- St. Georg (Esslingen am Neckar)
- St. Martin (Freiburg-Altstadt)
- St. Stephan (Füssen)
- Dreifaltigkeitskirche (Görlitz)
- Franziskanerkirche (Ingolstadt)
- Klosterkirche St. Annen (Kamenz)
- St. Jakob (München)
- Nevigeser Wallfahrtsdom
- Franziskanerkirche (Paderborn)
- Franziskanerkirche (Überlingen)
- Franziskanerkirche (Wetzlar)
- Franziskanerkirche (Würzburg)
- St. Peter und Paul im Franziskanerkloster Zittau

## Frankreich
- Franziskanerkirche (Avignon)
- St-François-des-Cordeliers in Nancy
- Franziskanerkirche (Paris) (1802 abgerissene Kirche des zum Teil erhaltenen Pariser Franziskanerkonvents)
- Chapelle des Cordeliers (Sarrebourg)

## Guatemala
- San Francisco (Antigua Guatemala)

## Israel
- Franziskanerkirche St. Johannis (Akkon)

## Italien
- Franziskanerkirche (Bozen)
- Franziskanerkirche (Innichen)
- Franziskanerkirche (Kaltern)
- San Francesco (Arezzo) in Arezzo
- Basilika San Francesco in Assisi
- San Salvatore al Monte in Florenz
- San Francesco (Lucca) in Lucca
- San Francesco in Montefalco ist heute Teil des Museums Complesso museale di San Francesco.
- San Francesco d’Assisi in Palermo
- San Francesco (Ravenna) in Ravenna
- San Francesco a Ripa in Rom
- Basilica di San Francesco (Siena) in Siena
- Santa Maria Gloriosa dei Frari in Venedig
- San Francesco della Vigna in Venedig
- San Francesco (Viterbo) in Viterbo

## Österreich
- Franziskanerkirche (Graz)
- Franziskanerkloster und Klosterkirche Güssing
- Franziskanerkirche (Salzburg)
- Franziskanerkirche (St. Pölten)
- Franziskanerkirche (Wien)
- Kunsthaus Mürzzuschlag

## Peru
- Basilika St. Franziskus (Lima)

## Polen
- Franziskanerkirche (Glatz)
- Franziskanerkirche (Krakau)
- Franziskanerkirche (Namysłów)
- Franziskanerkirche (Opole)

## Portugal
- São Francisco (Porto) in Porto (heute Museum)

## Rumänien
- Franziskanerkirche (Cluj)
- Franziskanerkirche (Hermannstadt)
- Basilika Unserer Lieben Frau von Șumuleu Ciuc

## Schweiz
- Barfüsserkirche (Basel)
- Franziskanerkirche (Freiburg im Üechtland)
- Franziskanerkirche (Luzern)
- Franziskanerkirche (Solothurn)

## Slowenien
- Franziskanerkirche (Maribor)
- Mariä-Verkündigung-Kirche (Ljubljana)

## Slowakei
- Franziskanerkirche (Bratislava)
- Franziskanerkirche (Košice)

## Spanien
- Real Basílica de San Francisco el Grande, Madrid
- San Francisco (Puerto de la Cruz), Teneriffa
- San Francisco (Santa Cruz de Tenerife), Teneriffa

## Ungarn
- Franziskanerkirche (Budapest)

## Zypern
- Franziskanerkirche (Famagusta)

## Weitere
- Salvatorkirche (Jerusalem)
- Mariä-Verkündigung-Kirche (Ljubljana)
- Basilika der Mutter der Barmherzigkeit (Maribor)

„Minoritenkirche“
- Minoritenkirche (Arad)
- Minoritenkirche St. Johannes (Brno)[1]
- Minoritenkirche (Bruck an der Mur)
- St. Remigius in Bonn
- Minoritenkirche (Eger)
- die Kirche des ehemaligen Franziskanerklosters Fritzlar
- Minoritenkirche (Glatz)
- Schlosskirche (Hannover), ehem. Minoritenkirche
- Minoritenkirche (Klausenburg) in Cluj-Napoca
- Minoritenkirche (Köln)
- Minoritenkirche (Krems an der Donau)
- Alte Minoritenkirche (Levoča)
- Neue Minoritenkirche (Levoča)
- Minoritenkirche (Linz)
- Minoritenkirche in Nancy, siehe St-François-des-Cordeliers
- Minoritenkirche in Regensburg, siehe Franziskanerkloster Regensburg
- Minoritenkirche (Tulln)
- Minoritenkirche (Wien)

„Mönchskirche“
- Mönchskirche (Bautzen)
- Mönchskirche (Salzwedel)

## Karmelitenkirche
Als Karmelitenkirche (auch Karmeliterkirche) werden Kirchen der Brüder des Ordens der Brüder der allerseligsten Jungfrau Maria vom Berge Karmel (Karmeliten) bezeichnet. Dabei kann es sich um Kirchen der Karmeliten der alten Observanz (Calceaten), der Unbeschuhten Karmeliten (Discalceaten; Kirchen dieser Observanz werden regional auch Barfüßerkirche genannt) oder auch um Kirchen des Dritten Ordens handeln.

## Belgien
- Brügge
- Ongeschoeide Karmelietenkerk (Gent)[2]

ehemalig:
- Kirche des Caermersklooster Gent (1328–1990er, profaniert)

## Brasilien
- Igreja da Ordem Terceira do Carmo, Cachoeira, Bahia (Drittordenskirche)
- Igreja da Ordem Terceira do Carmo, Salvador, Bahia (Drittordenskirche)
- Igreja de Nossa Senhora do Monte Carmelo, São Luís, Maranhão (Klosterkirche)
- Igreja de Nossa Senhora do Carmo, Belém, Pará (Klosterkirche)
- Capela da Ordem Terceira, Belém, Pará (Kapelle des Dritten Ordens)
- Igreja da Ordem Terceira do Carmo, João Pessoa, Paraíba (Drittordenskirche)
- Igreja da Ordem Terceira de Nossa Senhora do Carmo, Goiana, Pernambuco (Drittordenskirche)
- Igreja de Nossa Senhora do Carmo, Olinda, Pernambuco (Klosterkirche)
- Igreja da Ordem Terceira de Nossa Senhora do Carmo, Recife, Pernambuco (Drittordenskirche)
- Igreja de Nossa Senhora do Carmo, Angra dos Reis, Rio de Janeiro (Klosterkirche)
- Igreja da Ordem Terceira de Nossa Senhora do Carmo, Angra dos Reis, Rio de Janeiro (Drittordenskirche)
- Igreja da Ordem Terceira do Carmo, Rio de Janeiro, Rio de Janeiro (Drittordenskirche)
- Igreja de Nossa Senhora do Monte do Carmo, Rio de Janeiro (ehemalige Kathedrale)
- Igreja do Mosteiro Nossa Senhora do Carmo em Porto Alegre, Cidade Baixa, Porto Alegre, Rio Grande do Sul (Klosterkirche)
- Igreja de Nossa Senhora do Carmo, Itu, São Paulo (Klosterkirche)
- Igreja da Ordem Terceira de Nossa Senhora do Monte do Carmo, Santos, São Paulo (Drittordenskirche)
- Igreja da Ordem Terceira do Carmo, São Paulo, São Paulo (Drittordenskirche)
- Igreja da Ordem Terceira do Carmo, São Cristóvão (Sergipe), Sergipe (Drittordenskirche)

## Deutschland
- Karmelitenkloster Abensberg (um 1390–1802, mit der Klosterkirche St. Maria vom Berge Karmel)
- St. Anna (Augsburg)
- Karmeliterkirche (Boppard) (um 1300–1803)
- Karmeliter-Klosterkirche Mariä Verkündigung (Hirschhorn)
- Karmelitenkirche Hl. Geist des Karmelitenklosters Straubing
- Karmelitenkirche St. Joseph und St. Maria Magdalena (Würzburg)

ehemalige Kirchen:
- Karmelitenkirche (München) (1660–?, ehem. St. Nikolaus, profaniert)
- Karmeliterkirche (Koblenz) (1687–1802, profaniert, 1954 abgerissen)
- Karmeliterkirche (Weißenburg) (1325–?, profaniert)

## Frankreich
- Grands-Carmes (Marseille)
- Karmeliterkirche von Perpignan

## Irland
- Kloster Ballinasmale
- St. Mary’s Priory (Loughrea)

## Israel
- Klosterkirche Domina Nostris Montis Carmeli des Klosters Stella Maris, hebräisch סטלה מאריס in Haifa[3]

## Italien
- Basilica santuario di Santa Maria del Carmine Maggiore, Neapel
- Chiesa di Convento del Carmine, Belmonte Calabro, Kalabrien (Kirche des Konvents Hl. Maria vom Karmel)
- Chiesa del Carmine Maggiore, Palermo, Sizilien (Karmeliterkloster Hl. Maria vom Karmel)
- Santa Maria dei Carmini, Venedig
- Santa Maria del Carmine (Florenz)

## Malta
- Karmelitenkirche (Valletta), Heiligtum Unserer Lieben Frau vom Berge Karmel auf Malta (Basilica minor und Teil des UNESCO-Welterbes)
- Our Lady of Mount Carmel, San Ġiljan

## Österreich
4 Niederlassungen:
- Karmelitenkirche Linz, Oberösterreich (OCDS seit 1674, Hl. Joseph)
- Karmelitenkirche Graz, Steiermark (OCDS seit 1842/4; Hl. Maria Schnee)
- Hungerburgkirche Innsbruck (Kloster OCDS und Pfarrvikariat seit 1983, Pfarrkirche Hl. Thérèse von Lisieux)[5];
- Kirche im Konvent Döbling und Karmelitenkirche Döbling, Wien (OCDS seit 1898; beide Hl. Familie)

ehemalige Kirchen:
- Klosterkirche St. Anna in der Wüste, Mannersdorf am Leithagebirge (OCD 1644–1783, profaniert)
- Karmeliterkirche Wiener Neustadt, Niederösterreich (1718–1783, profaniert)
- Karmeliterkirche Graz (1631–1783, ehem. St. Joseph, profaniert)
- Karmelitenkirche Lienz (Karmelitenkloster Lienz 1349–1785, dann Franziskanerkloster, heute Pfarrkirche St. Marien)
- Pfarrkirche Tristach (Karmelitenpfarre 1748–1773)
- Karmeliterkirche Wien-Leopoldstadt (II.) (OCD 1622–1783; ursp. Hll. Maria und Elisabeth, heute Pfarrkirche Hl. Joseph)
- Karmeliterkirche Wien-Favoriten (X.) (Vorgängerbau 1916; bis 2003, heute Pfarrkirche Hl. Maria vom Karmel)

## Philippinen
- Unsere Liebe Frau vom Berge Karmel (Jolo (Sulu))
- Unsere Liebe Frau vom Berge Karmel (Quezon-Stadt)

## Polen
- Karmelitenbasilika (Krakau)
- Karmelitenkirche (Przemyśl)
- Karmeliterkirche (Warschau)

## Portugal
- Igreja do Convento do Carmo, Aveiro, Aveiro (Klosterkirche Unserer Lieben Frau vom Berge Karmel)
- Igreja da Ordem Terceira de Nossa Senhora do Monte do Carmo, Igreja do Carmo, Faro, Faro (Drittordenskirche)
- Igreja da Ordem Terceira de Nossa Senhora do Carmo, Freguesia do Sacramento, Lisboa (Lissabon) (Drittordenskirche)
- Igreja da Ordem Terceira do Carmo, Tavira (Drittordenskirche)

## Tschechien
- Maria vom Siege (Prag)

## Zypern
- Karmelitenkirche (Famagusta)
- Panagia Karmiotissa, Limassol

## Klarissenkirche
- Klarissenkirche (Bamberg)
- Klarissenkirche (Bratislava), Slowakei
- Klarissenkirche (Brixen), Italien
- Klarissenkirche (Nürnberg)

## Lazaristenkirche
- Lazaristenkirche (Graz) in 4. Grazer Gemeindebezirk
- Lazaristenkirche (Neubau) im 7. Wiener Gemeindebezirk
- Lazaristenkirche (Währing) im 18. Wiener Gemeindebezirk

## Predigerkirche
- Predigerkirche (Basel)
- Predigerkirche (Eisenach)
- Predigerkirche (Erfurt)
- Predigerkirche (Rottweil)
- Predigerkirche (Zürich)